# Langue électronique
La langue électronique est un instrument qui mesure et compare des goûts.
Les composés chimiques responsables du goût sont perçus par les récepteurs gustatifs humains, et de façon similaire les capteurs de la langue électronique détectent les mêmes composés organiques et inorganiques dissous dans les liquides et responsables du goût. Comme les récepteurs humains, chaque capteur réagit à un spectre de composés qui lui est propre. L'information apportée par tous les capteurs est complémentaire et la combinaison de tous les capteurs génère une empreinte gustative unique. La plupart des seuils de détection des capteurs sont similaires ou même meilleurs que ceux des récepteurs humains.
Dans le mécanisme biologique, les signaux gustatifs sont transmis par les nerfs jusqu'au cerveau sous forme de signaux électriques. Le processus des capteurs de la langue électronique est similaire: ils génèrent des signaux électriques (variations potentiométriques).
Chez l'homme la perception et la reconnaissance des goûts est basée sur l'élaboration ou la reconnaissance, par le cerveau, de modèles de nerfs sensoriels activés ou d'empreintes de goûts. Dans la langue électronique, c'est le logiciel qui permet d'interpréter les données des capteurs, via des traitements statistiques, sous forme d'empreintes de goûts.

## Comment mener une analyse avec la langue électronique
Les échantillons liquides sont analysés directement, sans préparation; et les échantillons solides doivent être préalablement dissous avant analyse. L'électrode de référence et les capteurs sont immergés dans le bécher contenant l'échantillon. Une différence de potentiel est mesurée entre chaque capteur et l'électrode de référence, et enregistrée par le logiciel de l'instrument. Ces données sont ensuite traitées par le logiciel qui fournit des modèles de résultats adaptés à chaque application.

## Domaines d'application
Les langues électroniques ont différentes applications dans des domaines variés comme l'industrie pharmaceutique, l'agro-alimentaire, etc.
Elles peuvent par exemple être utilisées pour :
- analyser le vieillissement des arômes dans les boissons (jus de fruit, boissons alcoolisées ou non alcoolisées, laits aromatisés, etc),
- quantifier l'amertume ou le degré "épicé" de boissons ou de composés dissous (exemple: mesure de l'amertume de thés),
- mesurer l'efficacité du masquage de goût dans des formulations pharmaceutiques (comprimés, sirops, gélules),
- analyser la stabilité du goût des médicaments,
- faire de la veille et se comparer aux produits concurrents.